# Vaksdal
Gmina Vaksdal (norw. Vaksdal kommune) – norweska gmina leżąca w regionie Hordaland. Jej siedzibą jest miasto Dalekvam.
Vaksdal jest 147. norweską gminą pod względem powierzchni.

## Demografia
Według danych z roku 2005 gminę zamieszkuje 4154 osób. Gęstość zaludnienia wynosi 5,63 os./km². Pod względem zaludnienia Vaksdal zajmuje 224. miejsce wśród norweskich gmin.
| ludność stan na 1 stycznia 2005 |         |           |       |
|                                 | kobiety | mężczyźni | razem |
| osób                            | 2052    | 2102      | 4154  |
| %                               | 49,4%   | 50,6%     | 100%  |

| wykształcenie stan na 1 października 2004 |        |         |        |        |
|                                           | podst. | średnie | wyższe | niezn. |
| osób                                      | 901    | 1937    | 438    | 42     |
| %                                         | 27,15% | 58,38%  | 13,2%  | 1,27%  |

## Edukacja
Według danych z 1 października 2004:
- liczba szkół podstawowych (norw. grunnskolar): 7
- liczba uczniów szkół podst.: 585

## Władze gminy
Według danych na rok 2011 administratorem gminy (norw. rådmann) jest Trine Pettersen Grønbech, natomiast burmistrzem (norw. ordfører, d. borgermester) jest Eirik Haga.